# Gene supressor de tumor
Um gene supressor de tumor é um gene que reduz a probabilidade de uma célula num organismo multicelular se tornar um tumor. Uma mutação ou delecção de tal gene irá aumentar a probabilidade de formação de um tumor.
Os genes supressores tumorais codificam proteínas que possuem importante papel na regulação do ciclo celular e apoptose, inibindo a formação de tumores. As mutações chamadas de “perda de função” ocorridas nesses genes contribuem para o desenvolvimento de tumores através da inativação de sua função inibitória. Durante esse processo, a cópia funcional do gene de uma célula heterozigótica é alterada, tornando a célula homozigótica para o gene mutado. Esse processo é chamado de “perda de heterozigose”. Essas mutações são, normalmente, pontuais ou causadas por pequenas deleções que tem como consequência a perda da função da proteína codificada pelo gene; deleções cromossômicas ou quebras que deletam o gene supressor tumoral; ou recombinação somática durante a qual a cópia normal de gene é substituída por uma mutante..

## Funções Das Proteínas Codificadas Por Genes Supressores De Tumor
As funções das proteínas codificadas por genes supressores de tumor podem ser divididas em diversas categorias, como por exemplo:
1.	Supressão de genes essenciais para a ocorrência do ciclo celular. Se estes genes não forem expressos, o ciclo celular é interrompido, inibindo a divisão da célula;
2.	Relação ciclo celular versus dano ao DNA: normalmente, quando uma célula apresenta dano em seu DNA, ela não se divide. Se o dano for reparado, o ciclo celular pode continuar. Se o dano não puder ser reparado, a célula sofre apoptose (morte celular programada) para eliminar uma possível ameaça ao organismo;
3.	Algumas proteínas envolvidas com a adesão celular impedem a metástase de células tumorais. Essas proteínas são conhecidas como supressoras de metástase; 
4.	Proteínas de reparo de DNA também são classificadas como supressoras de tumor. Isso se deve ao fato de que mutações nos genes que as codificam, aumentam o risco de câncer. Além disso, um aumento na taxa de mutação decorrente de uma diminuição no reparo do DNA leva a uma maior inativação de outros supressores de tumor e ativação de oncogenes.
Pelo menos 30 genes supressores tumorais já foram identificados. Alguns deles estão no quadro a seguir:
| Câncer com herança familiar                                  | Gene supressor tumoral mutado | Funções do gene                                                                   | Câncer não herdado           |  |
| ------------------------------------------------------------ | ----------------------------- | --------------------------------------------------------------------------------- | ---------------------------- |  |
| Retinoblastoma                                               | RB1                           | Divisão celular, replicação do DNA e morte celular                                | Diversos tipos               |  |
| Síndrome Li-Fraumeni (tumores cerebrais, sarcomas, leucemia) | TP53                          | Divisão celular, reparo do DNA e morte celular                                    | Diversos tipos               |  |
| Melanoma                                                     | CDKN2A (INK4A)                | Divisão celular e morte celular                                                   | Diversos tipos               |  |
| Câncer Colorretal (devido a polipose familiar)               | APC                           | Divisão celular, migração celular, adesão celular e morte celular                 | Colorretal                   |  |
| Câncer Colorretal (sem polipose)                             | MLH1, MSH2, MSH6              | Reparo de pareamentos errados no DNA, regulação do ciclo celular                  | Colorretal, Gástrico         |  |
| Câncer de mama e/ou de ovário                                | BRCA1, BRCA2                  | Reparo de quebras de dupla-fita, divisão celular e morte celular                  | Cânceres ovarianos raros     |  |
| Tumor de Wilms (Nefroblastoma                                | WT1, WT2                      | Divisão celular, regulação da transcrição                                         | Tumores de Wilms             |  |
| Tumores de nervo (inclusive cérebro)                         | NF1, NF2                      | Transdução de sinal mediada por RAS,diferenciação celular, divisão celular        | Neuroblastoma                |  |
| Câncer de rim                                                | VHL                           | Diferenciação celular, divisão celular, morte celular, resposta ao stress celular | Alguns tipo de câncer de rim |  |

## Teoria de Knudson ou teoria dos dois eventos
Knudson desenvolveu a teoria dos dois eventos bem antes do genoma humano ser seqüenciado e do gene RB1 ser descoberto. 

Pesquisadores perceberam que alguns casos de retinoblastoma estavam associados a uma deleção da região 13q14 do cromossomo e então utilizaram uma análise de polimorfismo no comprimento de fragmentos obtidos por corte da fita dupla de DNA (RFLP – do inglês Restriction Fragment Length Polymorphism) para isolar o gene RB1. Com a descoberta da identidade molecular do gene associado ao retinoblastoma, cientistas começaram a focar seus esforços na identificação e caracterização da função deste gene e descobriram que ele está relacionado com o bloqueio da proliferação celular e com a regulação da morte celular.
Já foi demonstrado que a ação do RB1 é inibida por quatro mecanismos distintos: inativação genética, captação por oncoproteínas virais, fosforilação ou degradação da proteína codificada por esse gene.

A teoria dos dois eventos foi criada por Knudson em 1971, ao estudar casos de retinoblastoma. Knudson observou que a idade de início do retinoblastoma seguia cinética de segunda ordem, o que implicava que dois eventos genéticos independentes eram necessários. Ele verificou que o retinoblastoma hereditário ocorria em idade mais jovem do que a doença esporádica. Além disso, as crianças com retinoblastoma hereditário freqüentemente desenvolviam tumor em ambos os olhos, o que sugere uma predisposição subjacente. O trabalho de Knudson levou indiretamente a identificação de genes relacionados ao câncer, o que o fez ganhar o prêmio Albert Lasker de Pesquisa Médica de 1998 por este trabalho.
A teoria dos dois eventos prediz que duas mutações devem inativar cada alelo de um gene supressor tumoral para desenvolvimento de um câncer. Isto porque, se apenas um alelo do gene estiver danificado, o segundo alelo pode ainda produzir a proteína correta. Em outras palavras, os alelos mutantes de supressores de tumor são geralmente recessivos. Em tumores com herança familiar, uma mutação é herdada na linhagem germinativa e outra mutação, desta vez somática, é adquirida ao longo da vida. Em tumores esporádicos, as duas mutações são somáticas e adquiridas ao longo da vida. Isto explica como alguns tipos de câncer podem ser tanto esporádicos quanto hereditários, como o câncer de mama e o retinoblastoma. Esta hipótese esclarece também como algumas doenças hereditárias não se manifestam em todos os indivíduos da família, uma vez que a segunda mutação ocorre ao acaso.